# Калинівська сільська рада (Довбишський район)
Калинівська сільська рада (до 1946 року — Генріхівська сільська рада) — колишня адміністративно-територіальна одиниця та орган місцевого самоврядування в Миропільському, Довбишському (Мархлевському, Щорському) і Баранівському районах Волинської округи, Київської та Житомирської областей Української РСР з адміністративним центром у селі Калинівка.

## Населені пункти
Сільській раді на час ліквідації були підпорядковані населені пункти:
- с. Голубин
- с. Калинівка
- с. Нивна

## Населення
Кількість населення ради, станом на 1923 рік, становила 1 575 осіб, кількість дворів — 220, у 1924 році налічувалося 1 915 осіб.
Чисельність населення ради в 1927 році становила 1 798 осіб, з них польського походження — 1 103 (61,3 %); кількість домогосподарств — 370. Станом на 1931 рік кількість населення ради становила 1 968 осіб.

## Історія та адміністративний устрій
Створена 1923 року, з назвою Генрихівська (Генріхівська) сільська рада, в складі сіл Буда-Голубин (згодом — Голубин), Генрихівка, Нивна Романівської волості Полонського повіту Волинської губернії. 7 березня 1923 року увійшла до складу новоствореного Миропільського району Житомирської округи. 1 вересня 1925 року включена до складу новоствореного Довбишського (згодом — Мархлевський) району Житомирської (згодом — Волинська) округи.
17 жовтня 1935 року, після ліквідації Мархлевського району, раду передано до складу Баранівського району Київської області. 14 травня 1939 року, відповідно до указу Президії Верховної ради УРСР «Про утворення Щорського району Житомирської області», увійшла до складу новоствореного Щорського (згодом — Довбишський) району. Станом на 1 жовтня 1941 року адміністративним центром ради показане с. Голубин, найменування ради — Голубинська.
7 червня 1946 року, відповідно до указу Президії Верховної ради Української РСР «Про збереження історичних найменувань та уточнення і впорядкування існуючих назв сільрад і населених пунктів Житомирської області», сільську раду перейменовано на Калинівську, внаслідок перейменування центру ради на с. Калинівка.
Станом на 1 вересня 1946 року Калинівська сільська рада входила до складу Довбишського району Житомирської області, на обліку в раді перебували села Голубин, Калинівка та Нивне.
Ліквідована 11 серпня 1954 року, відповідно до указу Президії Верховної ради УРСР «Про укрупнення сільських рад по Житомирській області», територію та населені пункти приєднано до складу Мар'янівської сільської ради Довбишського району Житомирської області.